# Hermetiinae
Sous-famille
Les Hermetiinae sont une sous-famille de diptères brachycères de la famille des Stratiomyidae. Le genre type pour la sous-famille est Hermetia.

## Systématique
La sous-famille des Hermetiinae a été décrite par l'entomologiste allemand Friedrich Hermann Loew en 1862. 

### Taxinomie
Liste des genres
- Chaetohermetia Lindner, 1929
- Chaetosargus Roder, 1894
- Hermetia Latreille, 1804 Genre type pour la sous-famille
- Notohermetia James, 1950
- Patagiomyia Lindner, 1933